# ذا سويت هيرافتر
ذا سويت هيرافتر (بالإنجليزية: The Sweet Herafter)‏؛ تعني بالعربية الحلو من الآن فصاعداً أو الحلو فيما بعد أو الآخرة الحلوة، هو فيلم دراما كندي صدر عام 1997، من تأليف وإخراج أتوم أجويان، ومن بطولة إيان هولم وسارة بولي وبروس جرينود. تم اقتباس الفيلم من رواية عام 1991 التي كتبها راسيل بانكس، يحكي الفيلم قصة حادث حافلة مدرسية في بلدة صغيرة أودى بحياة 14 طفلاً، يترتب على ذلك الحادث دعوى قضائية جماعية، مما يثبت الانقسام في المجتمع وتصبح القضية مرتبطة بالقضايا الشخصية والعائلية.
الفيلم مستوحى من حادث تحطم حافلة ألتون، تكساس، عام 1989، تم تصويره في كولومبيا البريطانية وأونتاريو، تضمن الفيلم تأثيرات موسيقى العصور الوسطى وإشارات إلى قصة زمار هاملين. على الرغم من أن الفيلم لم ينجح في شباك التذاكر، إلا أنه نال استحسان النقاد وفاز بثلاث جوائز، بما في ذلك الجائزة الكبرى في مهرجان كان السينمائي عام 1997، إلى جانب سبع جوائز جيني، بما في ذلك أفضل فيلم متحرك، كما حصل الفيلم على ترشيحين لجائزة الأوسكار؛ لأفضل مخرج ولأفضل سيناريو مقتبس، اختار نقاد مهرجان تورونتو السينمائي الدولي الفيلم كأحد أفضل 10 أفلام كندية على الإطلاق.

## طاقم التمثيل
- إيان هولم مثل دور ميتشل ستيفنز.
- جيمس د. واتس في دور يونغ ميتشل.
- كيرثان بانكس بدور زوي ستيفنز.
- ماجدالينا سوكولوسكي بدور يونغ زو.
- فيدس كروكر بدور يونغ كلارا ستيفنس.
- سارة بولي بدور نيكول بورنيل.
- توم مكاموس بدور سام بورنيل.
- بروك جونسون بدور ماري بورنيل.
- أليجرا دينتون في دور جيني بورنيل.
- غابرييل روز بدور دولوريس دريسكول.
- ديفيد همبلين بدور أبوت دريسكول.
- بروس جرينود بدور بيلي أنسل.
- سارة روزين فروتمان بدور جيسيكا أنسيل.
- مارك دوناتو بدور ميسون أنسل.
- ألبيرتا واتسون بدور ريسا ووكر.
- موري تشيكن بدور ويندل ووكر.
- ديفون فين بدور شون ووكر.
- آرسينيه خانجيان بدور واندا أوتو.
- إيرل باستكو بدور هارتلي أوتو.
- سيمون آر. بيكر بدور بير أوتو.
- ستيفاني مورجنسترن بدور أليسون أودونيل.
- كيرستن كيفرل كمضيفة.
- راسيل بانكس بدور دكتور روبسون.
- بيتر دونالدسون مثل دور شوارتز.
- مايكل دانا كلاعب أرغن.

## الإنتاج

### الاقتباس

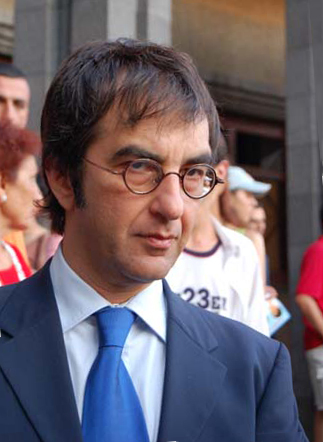
قام المخرج أتوم أجويان باقتباس رواية راسيل بانكس ودمج «زمار هاملين».

قام المخرج الكندي أتوم أجويان بتعديل السيناريو بعد أن اقترحت زوجته الممثلة آرسينيه خانجيان أن يقرأ رواية راسيل بانكس، الرواية مستوحاة من حادثة وقعت في ألطون، تكساس، في عام 1989، حيث قُتل 21 طالبًا في حادث تحطم حافلة، مما أدى إلى رفع عدة دعاوى قضائية، وجد أجويان أنه من الصعب في البداية الحصول على الحقوق، حيث تم اختيارهم لاستوديو لم يكن سينتج الفيلم بالفعل. قبل وقت قصير من انتهاء صلاحية الخيار، اقترحت الروائية مارغريت آتوود على أجويان أن يلتقي شخصياً ببانكس بعد نجاحه كمخرج في تصوير فيلم اكسوتيكا (1994)، كان بانكس على استعداد لنيل الحقوق، وقال أجويان في وقت لاحق أنه انجذب لتصوير الرواية لأنه شعر أن الفيلم هو «مواجهة أكثر الأمور تطرفًا»، وبصفته كنديًا أرمنيًا، رأى أيضًا القصة على أنها استعارة للإبادة الجماعية للأرمن، حيث لم يتم معاقبة المذنبين.
في اقتباس الرواية، غيّر أجويان المكان من شمال نيويورك إلى كولومبيا البريطانية للمساعدة في تأمين التمويل الكندي. أضاف أجويان إشارات إلى قصة زمار هاملين للكاتب روبرت براونينغ، للتأكيد على كيفية نظر أجويان للرواية على أنها «حكاية خرافية قاتمة». في الفيلم، تقوم شخصية نيكول بقراءة زمار هاملين للأطفال الذين لقوا حتفهم لاحقًا في الحادث. في تلك القصة، يقود المزمار جميع الأطفال بعيدًا، ولا يعودوا أبدًا، بعد أن رفض آباؤهم الوفاء بديونهم للمزمار. كتب أجويان ستانزا جديدة بأسلوب بييد بايبر للمشهد الذي تشهد فيه نيكول على سرعة دولوريس، والتي تصف فيه شفاه والدها بأنها «مجمدة مثل قمر الشتاء»، كما جعل أجويان ميتشل ستيفنز الشخصية الرئيسية وزاد أهمية ابنة ستيفنز، ونقل الكشف عن سفاح القربى بين آل بورنلز إلى وقت لاحق في الفيلم.

### التصوير
تم تصوير الفيلم في كولومبيا البريطانية (ميريت وجسر سبينس) وأونتاريو (تورونتو وستوففيل)، بميزانية قدرها 5 ملايين دولار. جاء التمويل من شركة آلاينس كوميونيكيشنز. جمع أجويان العديد من الممثلين الكنديين الذين عمل معهم في أفلام سابقة، بما في ذلك بروس جرينود وغابرييل روز وسارة بولي. أوضح أجويان فائدة العمل مع فريق عمل مألوف قائلاً: «عندما تعمل وفقًا لجدول إنتاج محدود، من المريح أن تعرف أنك تعرف الشخصيات المعنية، وأنت تعرف ما يحتاجون إليه بدلاً من الاضطرار إلى اكتشاف الأمور فيما بعد متفاجئًا بذلك».
تم تصوير إيان هولم بدور ميتشل ستيفنز، بعد أن تم الاتفاق في الأصل أن يؤدي الدور دونالد ساذرلاند إلا أنه ترك المشروع. في تمثيل جزء هولم، استوحى أجويان الشخصية من أداء هولم «العاطفي والغريب، رغم أنه مثير للفزع» في فيلم ذا هومكامنغ (بالإنجليزية: The Homecoming)‏ (1973). أوضح هولم سبب قبوله للدور قائلاً: «ليس غالبًا ما يُعرض عليك دور رائد في سن 65... وهذا هو أول فيلم لي بهذا الدور»، وبعد ذلك قال أن الفيلم «مؤثر جدًا» و«تحفة فنية.» وصف هولم الجزء الخاص به بأنه يمثل تحديًا، حيث كان أول دور له، لكنه وجد أجويان والممثلين الكنديين رائعين في العمل معهم.

### الموسيقى
أثرت إشارات قصة زمار هاملين على الموسيقى التصويرية للفيلم، قام الملحن مايكل دانا بتأليف الموسيقى، استخدم فيها الناي الفارسي مع الآلات القديمة مثل ريكوردر، وآلات القرون، والعوديات، مما خلق «نغمة زائفة من العصور الوسطى.» وبالتالي جمعت الموسيقى اهتمامات دانا في الموسيقى القديمة والغريبة. ذكر أجويان أن موسيقى القرون الوسطى كانت قد استُخدِمَت لجعل الفيلم يبدو خالدًا؛ مستحضرًا حكايات الأخوان غريم الخيالية.
كانت شخصية بولي في الفيلم؛ نيكول، مغنية طموحة قبل وقوع الحادث، قامت في الفيلم بغناء أغنية لون آخر (بالإنجليزية: One More Color)‏ على المسرح للمغنية جين سيبيري. تعاونت دانا وبولي في تأليف موسيقى نيكول، حيث كتب بولي كلمات الأغاني، بينما قامت دانا بترتيب التكيف للرواية. تم اختيار الأغاني بسبب شعبيتها المحلية، مما عزز الطبيعة للموسيقى.

## الإصدار
عُرِض الفيلم لأول مرة في مهرجان كان السينمائي في مايو 1997، واستمر عرضه في مهرجان تورونتو السينمائي الدولي ومهرجان تيلورايد السينمائي ومهرجان نيويورك السينمائي ومهرجان بلد الوليد السينمائي الدولي. في كندا، تم توزيع الفيلم بواسطة أليانس كوميونيكيشنز. ضمنت فاين لاين فيتشرز حقوق توزيع الفيلم في الولايات المتحدة بعد عرضه في مهرجان كان وأصدرته هناك في 10 أكتوبر 1997.
في المنطقة 1، تم إصدار الفيلم على قرص دي في دي في مايو 1998. في كندا، تم إصدار الفيلم بنسخة بلو راي في يونيو 2012، مع ميزات خاصة بما في ذلك المقابلات مع الممثلين.

## الاستقبال

### شباك التذاكر
بحلول ربيع عام 1998، حقق الفيلم مليون دولار محليًا. وفقًا للأرقام، بلغ إجمالي أرباح ذا سويت هيرافتر 4,306,697 دولارًا أمريكيًا في أمريكا الشمالية و3,644,550 دولارًا أمريكيًا في أقاليم أخرى، ليصبح المجموع العالمي 7,951,247 دولارًا أمريكيًا. على الرغم من أن المؤرخ الكندي جورج ميلنيك قال إن الفيلم حقق «شعبية سائدة»، إلا أنه قال المؤرخ الكندي ريجنالد س. ستيوارت أن الفيلم «استهدف الجمهور، لكن لم يصل إلى جمهور كبير». خلص دان ويبستر من صحيفة ذا سبوكسمان-ريفيو إلى أنه «على الرغم من المراجعات الجيدة بشكل عام» إلا أن الفيلم «لم يجذب الكثير في شباك التذاكر.»
علقت نقابة الكتاب الكنديين على أن الفيلم والأفلام الكندية المعاصرة «لم تنجح أبدًا في تسجيل أرقام في شباك التذاكر الدولي.» اقترح ميلنيك أن فيلم أجويان السابق إكسوتيكا كان أداؤه أفضل في شباك التذاكر من ذا سويت هيرافتر بسبب «المحتوى الجنسي لـ إكسوتيكا... بدلاً من الجدارة الفنية للفيلم الآخر.»

### استقبال الجمهور

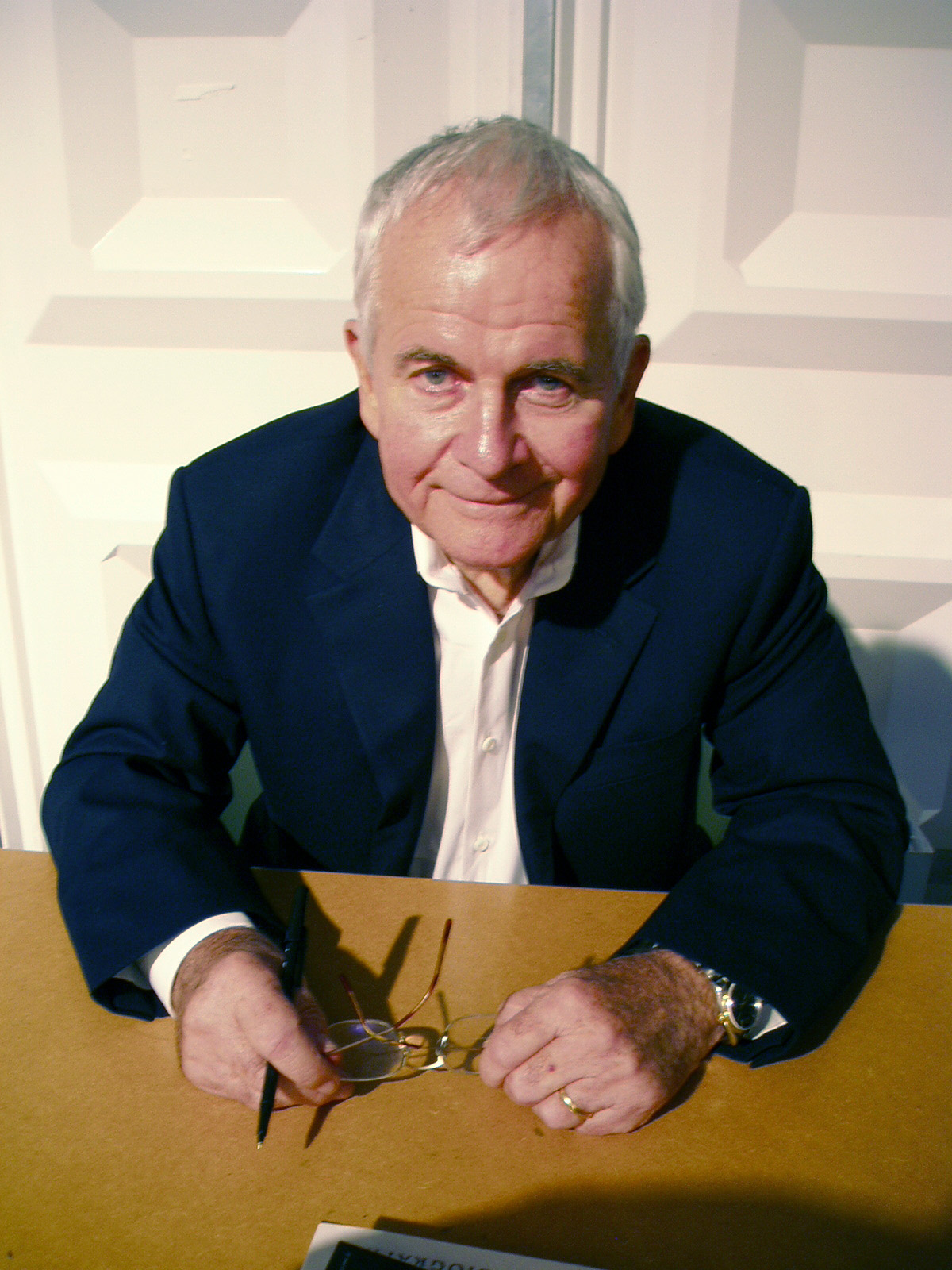
نال إيان هولم ثناءً نقديًا على أدائه في الفيلم وفاز بجائزة جيني عن فئة أفضل ممثل.

حصل الفيلم على تقييم 98٪ في موقع روتن توميتوز، بمتوسط درجات 8.91 / 10 بناءً على 59 تقييمًا، وتقييم 100٪ من 18 تقييمًا لـ«أفضل النقاد»، يقول إجماع الموقع أنه: «يفحص المخرج أتوم أجويان المأساة وعواقبها بذكاء وتعاطف». نال الفيلم على ميتاكريتيك على متوسط مرجح قدره 90 من أصل 100 بناءً على 23 ناقدًا، مما يشير إلى «الإشادة العالمية». في عام 2002، صوّت قراء «بلاي باك» على أنه أعظم فيلم كندي تم إنتاجه على الإطلاق. في عام 2004، احتل الفيلم في مهرجان تورونتو السينمائي الدولي المرتبة الثالثة في قائمة أفضل 10 أفلام كندية على الإطلاق، وتعادل مع فيلم ذاهب على الطريق (بالإنجليزية: Goin 'Down the Road)‏، وفي عام 2015، كان الفيلم الوحيد في المركز الثالث.
أعطى روجر إيبرت الفيلم أربع نجوم، واصفاً إياه بأنه «أحد أفضل أفلام العام، وهو رثاء لا يتزعزع على حالة الإنسان.» كتبت جانيت ماسلين لصحيفة نيويورك تايمز: «هذا الاندماج في حساسيات السيد بانكس والسيد أجويان يمثل مزيجاً ملهماً بشكل خاص، مع الحضور الجيد هنا بشكل خاص لسارة بولي وبروس جرينوود». مدح بريندان كيلي من فارايتي الفيلم باعتباره «أكثر أعمال أجويان طموحة حتى الآن» ، وباعتبارها «تأملاً ثرياً ومعقداً على تأثير مأساة رهيبة على بلدة صغيرة» ، مضيفًا أن بولي وتوم مكاموس «ممتازان».

### الجوائز
فاز الفيلم بثلاث جوائز في مهرجان كان السينمائي 1997: جائزة الاتحاد الدولي للنقاد السينمائيين، والجائزة الكبرى للجنة التحكيم، وجائزة لجنة التحكيم المسكونية. كان هذا هو أعلى تكريم تم الفوز به في مهرجان كان لفيلم كندي، ومنه كان أجويان أول كندي يفوز بالجائزة الكبرى، تلاه إكسافيير دولان عن فيلم إنها فقط نهاية العالم (بالإنجليزية: It's Only the End of the World)‏ في عام 2016.
فاز الفيلم أيضًا بجائزة أفضل فيلم متحرك، وأفضل مخرج، وأفضل تصوير سينمائي، وأفضل ممثل لهولم، وثلاث جوائز أخرى في حفل توزيع جوائز جيني الثامن عشر. تم ترشيح الفيلم لجائزة أفضل مخرج وأفضل سيناريو مقتبس في حفل توزيع جوائز الأوسكار السبعين، لكنه خسر أمام تيتانيك وإل ايه سري للغاية.
| الجائزة                                    | تاريخ الحفل         | الفئة                                   | المستلم                                                                  | النتيجة   | مرجع          |
| ------------------------------------------ | ------------------- | --------------------------------------- | ------------------------------------------------------------------------ | --------- | ------------- |
| جائزة الأوسكار                             | 23 مارس 1998        | أفضل مخرج                               | أتوم أجويان                                                              | رُشِّح       | [ 47 ]        |
| جائزة الأوسكار                             | 23 مارس 1998        | أفضل سيناريو مقتبس                      | أتوم أجويان                                                              | رُشِّح       | [ 47 ]        |
| مهرجان الفيلم الأطلسي                      | 19 – 27 سبتمبر 1997 | أفضل فيلم أو فيديو كندي لمدة 60 دقيقة   | أتوم أجويان                                                              | فوز       | [ 48 ]        |
| جمعية بوسطن لنقاد السينما                  | 14 ديسمبر 1997      | أفضل ممثلة مساعدة                       | سارة بولي                                                                | فوز       | [ 49 ]        |
| جوائز الجمعية الكندية للمصورين السينمائيين | 29 مارس 1998        | أفضل تصوير سينمائي في عرض مسرحي         | بول ساروسي                                                               | فوز       | [ 50 ]        |
| مهرجان كان السينمائي                       | 7 – 18 مايو 1997    | الجائزة الكبرى                          | أتوم أجويان                                                              | فوز       | [ 44 ]        |
| مهرجان كان السينمائي                       | 7 – 18 مايو 1997    | جائزة الاتحاد الدولي للنقاد السينمائيين | أتوم أجويان                                                              | فوز       | [ 44 ]        |
| مهرجان كان السينمائي                       | 7 – 18 مايو 1997    | جائزة لجنة التحكيم المسكونية            | أتوم أجويان                                                              | فوز       | [ 44 ]        |
| جمعية شيكاغو لنقاد السينما                 | 1 مارس 1998         | أفضل فيلم                               | أتوم أجويان                                                              | رُشِّح       | [ 51 ]        |
| جمعية شيكاغو لنقاد السينما                 | 1 مارس 1998         | أفضل مخرج                               | أتوم أجويان                                                              | رُشِّح       | [ 51 ]        |
| جمعية شيكاغو لنقاد السينما                 | 1 مارس 1998         | أفضل سيناريو                            | أتوم أجويان                                                              | رُشِّح       | [ 51 ]        |
| جمعية شيكاغو لنقاد السينما                 | 1 مارس 1998         | أفضل موسيقى تصويرية                     | مايكل دانا                                                               | رُشِّح       | [ 51 ]        |
| جمعية شيكاغو لنقاد السينما                 | 1 مارس 1998         | أفضل ممثل                               | إيان هولم                                                                | رُشِّح       | [ 51 ]        |
| جمعية شيكاغو لنقاد السينما                 | 1 مارس 1998         | أفضل ممثلة مساعدة                       | سارة بولي                                                                | رُشِّح       | [ 51 ]        |
| جمعية شيكاغو لنقاد السينما                 | 1 مارس 1998         | الممثلة الصاعدة                         | سارة بولي                                                                | رُشِّح       | [ 51 ]        |
| جوائز جيني                                 | 14 ديسمبر 1997      | أفضل صورة متحركة                        | أتوم أجويان وكاميليا فريبيرغ                                             | فوز       | [ 52 ] [ 48 ] |
| جوائز جيني                                 | 14 ديسمبر 1997      | أفضل إخراج                              | أتوم أجويان                                                              | فوز       | [ 52 ] [ 48 ] |
| جوائز جيني                                 | 14 ديسمبر 1997      | أفضل ممثل                               | إيان هولم                                                                | فوز       | [ 52 ] [ 48 ] |
| جوائز جيني                                 | 14 ديسمبر 1997      | أفضل ممثلة                              | سارة بولي                                                                | رُشِّح       | [ 52 ] [ 48 ] |
| جوائز جيني                                 | 14 ديسمبر 1997      | أفضل ممثلة                              | غابرييل روز                                                              | رُشِّح       | [ 52 ] [ 48 ] |
| جوائز جيني                                 | 14 ديسمبر 1997      | أفضل ممثل مساعدة                        | توم مكاموس                                                               | رُشِّح       | [ 52 ] [ 48 ] |
| جوائز جيني                                 | 14 ديسمبر 1997      | أفضل سيناريو                            | أتوم أجويان                                                              | رُشِّح       | [ 52 ] [ 48 ] |
| جوائز جيني                                 | 14 ديسمبر 1997      | أفضل إخراج فني                          | فيليب باركر وباتريشيا كوتشيا                                             | رُشِّح       | [ 52 ] [ 48 ] |
| جوائز جيني                                 | 14 ديسمبر 1997      | أفضل تصوير سينمائي                      | بول ساروسي                                                               | فوز       | [ 52 ] [ 48 ] |
| جوائز جيني                                 | 14 ديسمبر 1997      | أفضل تصميم أزياء                        | بيث باسترناك                                                             | رُشِّح       | [ 52 ] [ 48 ] |
| جوائز جيني                                 | 14 ديسمبر 1997      | أفضل مونتاج                             | سوزان شبتون                                                              | رُشِّح       | [ 52 ] [ 48 ] |
| جوائز جيني                                 | 14 ديسمبر 1997      | أفضل صوت                                | دانيال بيليرين، وكيث إليوت، وبيتر كيلي، وروس ريدفيرن                     | فوز       | [ 52 ] [ 48 ] |
| جوائز جيني                                 | 14 ديسمبر 1997      | أفضل مونتاج صوتي                        | ستيف مونرو، وسو كونلي، وغورو كوياما، وآندي مالكولم، وديفيد درايني تايلور | فوز       | [ 52 ] [ 48 ] |
| جوائز جيني                                 | 14 ديسمبر 1997      | أفضل موسيقى تصويرية                     | مايكل دانا                                                               | فوز       | [ 52 ] [ 48 ] |
| جوائز جيني                                 | 14 ديسمبر 1997      | أفضل أغنية                              | مايكل دانا وسارة بولي                                                    | رُشِّح       | [ 52 ] [ 48 ] |
| جوائز الروح المستقلة                       | 21 مارس 1998        | أفضل فيلم أجنبي                         | أتوم أجويان                                                              | فوز       | [ 53 ]        |
| جمعية نقاد السينما في لوس أنجلوس           | ديسمبر 1997         | أفضل فيلم                               | أتوم أجويان                                                              | Runner-up | [ 54 ]        |
| جمعية نقاد السينما في لوس أنجلوس           | ديسمبر 1997         | أفضل مخرج                               | أتوم أجويان                                                              | Runner-up | [ 54 ]        |
| جمعية نقاد السينما في لوس أنجلوس           | ديسمبر 1997         | أفضل تصوير سينمائي                      | بول ساروسي                                                               | Runner-up | [ 54 ]        |
| المجلس الوطني للمراجعة                     | 8 ديسمبر 1998       | أفضل تمثيل من قبل فرقة                  | الطاقم                                                                   | فوز       | [ 48 ]        |
| المجلس الوطني للمراجعة                     | 8 ديسمبر 1998       | أفضل عشرة أفلام                         | أتوم أجويان                                                              | فوز       | [ 48 ]        |
| دائرة نقاد السينما في نيويورك              | 4 يناير 1998        | أفضل فيلم                               | أتوم أجويان                                                              | Runner-up | [ 55 ]        |
| دائرة نقاد السينما في نيويورك              | 4 يناير 1998        | أفضل مخرج                               | أتوم أجويان                                                              | Runner-up | [ 55 ]        |
| دائرة نقاد السينما في نيويورك              | 4 يناير 1998        | أفضل ممثل                               | إيان هولم                                                                | Runner-up | [ 55 ]        |
| جمعية نقاد تكساس السينمائيين               | 29 ديسمبر 1997      | أفضل فيلم                               | أتوم أجويان                                                              | فوز       | [ 56 ]        |
| جمعية تورونتو لنقاد السينما                | 13 يناير 1998       | أفضل فيلم                               | أتوم أجويان                                                              | فوز       | [ 57 ]        |
| جمعية تورونتو لنقاد السينما                | 13 يناير 1998       | أفضل مخرج                               | أتوم أجويان                                                              | فوز       | [ 57 ]        |
| جمعية تورونتو لنقاد السينما                | 13 يناير 1998       | أفضل فيلم كندي                          | أتوم أجويان                                                              | فوز       | [ 57 ]        |
| جمعية تورونتو لنقاد السينما                | 13 يناير 1998       | أفضل ممثل                               | إيان هولم                                                                | فوز       | [ 57 ]        |
| جمعية تورونتو لنقاد السينما                | 13 يناير 1998       | أفضل ممثلة                              | سارة بولي                                                                | Runner-up | [ 57 ]        |
| مهرجان تورونتو السينمائي الدولي            | 4 – 13 سبتمبر 1997  | أفضل فيلم كندي طويل                     | أتوم أجويان                                                              | فوز       | [ 48 ]        |
| نقابة الكتاب في كندا                       | 1997                | جائزة دبليو جي سي                       | أتوم أجويان                                                              | فوز       | [ 48 ]        |

## وصلات خارجية
- ذا سويت هيرافتر على موقع IMDb (الإنجليزية)
- ذا سويت هيرافتر على موقع ميتاكريتيك (الإنجليزية)
- ذا سويت هيرافتر على موقع الموسوعة البريطانية (الإنجليزية)
- ذا سويت هيرافتر على موقع روتن توميتوز (الإنجليزية)
- ذا سويت هيرافتر على موقع نتفليكس (الإنجليزية)
- ذا سويت هيرافتر على موقع ألو سيني (الفرنسية)
- ذا سويت هيرافتر على موقع Turner Classic Movies (الإنجليزية)
- ذا سويت هيرافتر على موقع أول موفي (الإنجليزية)
- ذا سويت هيرافتر على موقع بوكس أوفيس موجو (الإنجليزية)
- ذا سويت هيرافتر على موقع فيلمافينيتي (الإسبانية)